# 许庄街道 (泰州市)
许庄街道，是中华人民共和国江苏省泰州市高港区下辖的一个乡镇级行政单位。

## 行政区划
许庄街道下辖以下地区：
马厂社区、三星社区、许庄社区、曹官营社区、周梓社区、官沟社区、三旗营社区、乔杨社区、孔桥社区、赵王社区、明河村、钱赵村、管营村和蔡庄村。